# Dialekt Fuzhou

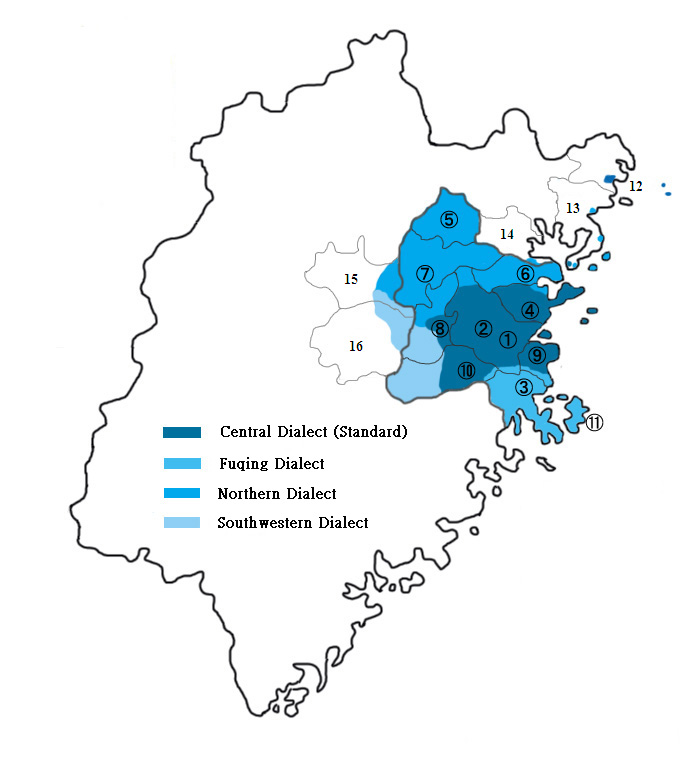
Dialekty Fuzhou

Dialekt Fuzhou (福州話 mindong: Hók-ciŭ-uâ) – standardowa i prestiżowa odmiana języka mingdong. Mowa ta jest używana w okolicach miasta Fuzhou w chińskiej prowincji Fujian. Rozpowszechniony jest także w Malezji, Indonezji, Tajlandii i Singapurze, gdzie nazywana jest Hokchiu, zgodnie z wymową języka mingdong.